# أولاد سعيد (سيدي جابر)
أولاد سعيد هي إحدى مشيخات المملكة المغربية، تتبع جغرافيا لإقليم بني ملال وإداريًا لسيدي جابر. يقدر عدد سكانها بـ 27362 نسمة حسب الإحصاء الرسمي للسكان والسكنى لسنة 2004.